# 이원국 (1861년)
이원국(李源國, 1861년 1월 13일 ~ ?)은 대한제국과 일제강점기의 관료 겸 법조인이다.

## 생애
본관은 용인이다. 지금의 서울 종로구 통의동 지역에서 무관의 아들로 출생하였다. 한학을 수학하고 1891년에 무과에 급제하였다.
무과에 급제한 뒤 잠시 무관 벼슬을 지내던 중, 1895년 6월에 법관양성소에 입학하여 법률 공부를 하게 되었다. 약 9개월 동안의 과정을 마치고 1896년 3월에 법관양성소를 졸업하였다.
1898년에 판임관 6등으로 한성재판소 주사에 임명되면서 법률 전문 관리로 근무를 시작했다. 이듬해에는 법부 주사로 이동하였고, 1901년에 평리원 주사로 발령받았다. 1903년에는 모교인 법관양성소에서 교관으로 일하기도 했다. 1906년부터 한성재판소의 판사와 공주지방재판소 판사 등을 지냈다. 품계는 공주지방재판소 판사로 있던 1908년을 기준으로 6품이었다.
1910년에 한일 병합 조약이 체결되면서, 조선총독부 소속으로 이동하였다. 초기에는 그대로 공주지방재판소 판사로 남아 있었으며, 1912년 5월에 충청남도 비인군 군수로 발령받았다. 1914년 초에 대한제국 출신 관리들을 대거 퇴관하도록 했을 때 면직되어, 총독부 군수로 오래 근무하지는 않았다.
비인군수로 재직 중이던 1912년에 일본 정부로부터 한국병합기념장을 수여 받았고, 퇴관 당시 정7위에 서위되어 있었다. 1928년에 쇼와 천황 즉위 기념으로 쇼와대례기념장을 받았다.
2008년 민족문제연구소가 발표한 친일인명사전 수록예정자 명단 중 관료 부문과 사법 부문에 선정되었다.

## 참고자료
- 이원국(李源國) - 국사편찬위원회